# Konversatorium
Ein Konversatorium ist eine universitäre Veranstaltungsform. Sie lehnt sich meist an eine Vorlesung, seltener an ein Seminar an und gibt den Studierenden die Möglichkeit, Fragen an den Dozenten zu stellen. Das Konversatorium findet in der Regel direkt im Anschluss an die Hauptveranstaltung statt.
Anders als das Privatissimum wird das Konversatorium im Vorlesungsverzeichnis aufgeführt und steht allen Studierenden offen. Konversatorien waren in früheren Zeiten notwendig, da es an den Universitäten meist unüblich war, den Dozenten während der Vorlesung mit Fragen zu unterbrechen. Dies galt nicht nur als unhöflich, sondern konnte auch den Zeitplan des Dozenten durcheinanderbringen. Heute werden Konversatorien nur noch in einigen Universitäten abgehalten, da Dozenten den Studierenden auch in den Vorlesungen ein Fragerecht einräumen. Auch andere Lehrveranstaltungstypen wie das von erfahrenen Studenten geleitete Tutorium haben das Konversatorium verdrängt. Konversatorien werden nach wie vor an den Juristischen Fakultäten der Universitäten Wien und Würzburg, der Universität Salzburg, der Veterinärmedizinischen Universität Wien, der Karl-Franzens Universität Graz, der Technischen Universität Graz sowie der Technischen Universität Wien gehalten.